# حكومة ستارمر
حكومة ستارمر حكومة المملكة المتحدة منذ يوليو 2024

## خلفية
شكل ستارمر حكومته خلال الفترة من 5 إلى 7 يوليو، بعد أن فاز حزبه بـ 411 مقعد في الانتخابات العامة لعام 2024، مع أول اجتماع لمجلس الوزراء الجديد في 6 يوليو ودعوة البرلمان الجديد للانعقاد في 9 يوليو. وقد اشتهرت بتمثيلها السياسي النسائي، حيث تم تعيين النساء في نصف مجلس الوزراء وهو رقم قياسي (بما في ذلك راشيل ريفز كأول مستشارة للخزانة في تاريخ بريطانيا) وثلاثة من المناصب العليا الخمسة في الحكومة البريطانية، بما في ذلك أنجيلا راينر في منصب نائب رئيس وزراء المملكة المتحدة ‏ ووزيرة دولة للإسكان والمجتمعات والحكومة المحلية.[إخفاق التحقق]
كما عيّن ستارمر ثلاثة خبراء مستقلين سياسياً: العالم باتريك فالانس وزير للدولة للعلوم، والناشط في مجال إعادة التأهيل جيمس تيمبسون وزير للدولة للسجون والإفراج المشروط والمراقبة، وخبير القانون الدولي ريتشارد هيرمر المدعي العام لإنجلترا وويلز. وتضم الحكومة عدد قليل من الوزراء من حكومات حزب العمال الجديد برئاسة توني بلير وجوردون براون، بما في ذلك هيلاري بن وإيفيت كوبر وديفيد لامي وإد ميلباند في مجلس الوزراء، وجاكي سميث ودوغلاس ألكسندر كوزراء مساعدين.

## التكوين
شُكلت حكومة ستارمر في السادس من يوليو 2024 بعد دعوة الملك تشارلز الثالث لتكوين الحكومة و إستقالة رئيس الوزراء ريشي سوناك في الخامس من يوليو في أعقاب خسارة حزب المحافظين الانتخابات في 4 يوليو

## التشكيل

### يوليو 2024 - الان
| الوزارة                                                                       | الصورة            | قي المنصب                                                      | Seat                                   | الفترة                         |
| Cabinet ministers                                                             | Cabinet ministers | Cabinet ministers                                              | Cabinet ministers                      | Cabinet ministers              |
| ----------------------------------------------------------------------------- | ----------------- | -------------------------------------------------------------- | -------------------------------------- | ------------------------------ |
| Prime Minister اللورد الأول للخزانة وزير الخدمة المدنية ‏ وزير الاتحاد ‏        |                   | The Rt Hon Sir Keir Starmer KCB مستشار الملك نائب في البرلمان ‏ | هولبورن وسانت بانكراس                  | 5 July 2024 – present          |
| نائب رئيس وزراء المملكة المتحدة ‏ وزير الدولة للإسكان والمجتمعات والحكم المحلي |                   | The Rt Hon أنجيلا راينر نائب في البرلمان ‏                      | أشتون-أندر-لاين                        | 5 July 2024 – present          |
| مستشار الخزانة اللورد الثاني للخزانة                                          |                   | The Rt Hon Rachel Reeves نائب في البرلمان ‏                     | Leeds West and Pudsey                  | 5 July 2024 – present          |
| مستشار دوقية لانكستر ‏وزير العلاقات الحكومية الدولية ‏                          |                   | The Rt Hon Pat McFadden نائب في البرلمان ‏                      | جنوب شرق وولفرهامبتون                  | 5 July 2024 – present          |
| وزير الدولة للشؤون الخارجية والكومنولث والتنمية                               |                   | The Rt Hon ديفيد لامي نائب في البرلمان ‏                        | Tottenham                              | 5 July 2024 – present          |
| Secretary of State for the Home Department                                    |                   | The Rt Hon Yvette Cooper نائب في البرلمان ‏                     | Pontefract, Castleford and Knottingley | 5 July 2024 – present          |
| وزير الدفاع (المملكة المتحدة)                                                 |                   | The Rt Hon جون هايلي نائب في البرلمان ‏                         | Rawmarsh and Conisbrough               | 5 July 2024 – present          |
| وزير الدولة للعدل ‏ السيد المستشار                                             |                   | The Rt Hon شابانا محمود مستشار الملك نائب في البرلمان ‏         | Birmingham Ladywood                    | 5 July 2024 – present          |
| Secretary of State for Health and Social Care                                 |                   | The Rt Hon Wes Streeting نائب في البرلمان ‏                     | Ilford North                           | 5 July 2024 – present          |
| Secretary of State for Education                                              |                   | The Rt Hon Bridget Phillipson نائب في البرلمان ‏                | Houghton and Sunderland South          | 5 July 2024 – present          |
| Secretary of State for Energy Security and Net Zero                           |                   | The Rt Hon إد ميلباند نائب في البرلمان ‏                        | دونكاستر الشمالية                      | 5 July 2024 – present          |
| وزير الدولة لشؤون العمل والمعاشات ‏                                            |                   | The Rt Hon Liz Kendall نائب في البرلمان ‏                       | ليستر الغربية                          | 5 July 2024 – present          |
| وزير الدولة للأعمال والتجارة ‏ رئيس مجلس التجارة ‏                              |                   | The Rt Hon جوناثان رينولدز نائب في البرلمان ‏                   | ستاليبريج وهايد                        | 5 July 2024 – present          |
| Secretary of State for Science, Innovation and Technology                     |                   | The Rt Hon بيتر كايل (سياسي) نائب في البرلمان ‏                 | هوف                                    | 5 July 2024 – present          |
| وزير الدولة للنقل ‏                                                            |                   | The Rt Hon Louise Haigh نائب في البرلمان ‏                      | شيفيلد هيلي                            | 5 July 2024 – 29 November 2024 |
| وزير الدولة للنقل ‏                                                            |                   | The Rt Hon Heidi Alexander نائب في البرلمان ‏                   | سويندون الجنوبية                       | 29 November 2024 – present     |
| وزير الدولة للبيئة والأغذية والشؤون الريفية                                   |                   | The Rt Hon Steve Reed OBE نائب في البرلمان ‏                    | Streatham and Croydon North            | 5 July 2024 – present          |
| وزير الدولة للثقافة والإعلام والرياضة                                         |                   | The Rt Hon ليزا ناندي نائب في البرلمان ‏                        | ويغان                                  | 5 July 2024 – present          |
| وزير الدولة لشؤون أيرلندا الشمالية                                            |                   | The Rt Hon هيلاري بن نائب في البرلمان ‏                         | ليدز ساوث ‏                             | 5 July 2024 – present          |
| وزير الدولة لشؤون اسكتلندا ‏                                                   |                   | The Rt Hon Ian Murray نائب في البرلمان ‏                        | إدنبره الجنوبية                        | 5 July 2024 – present          |
| Secretary of State for Wales                                                  |                   | The Rt Hon Jo Stevens نائب في البرلمان ‏                        | Cardiff East                           | 5 July 2024 – present          |
| زعيم مجلس العموم ‏ اللورد رئيس المجلس ‏                                         |                   | The Rt Hon Lucy Powell نائب في البرلمان ‏                       | مانتشستر الوسطى                        | 5 July 2024 – present          |
| زعيم مجلس اللوردات ‏ اللورد أمين الختم الكنيف ‏                                 |                   | The Rt Hon أنجيلا سميث (سياسية بريطانية) ‏ PC                   | نظير مدى الحياة ‏                       | 5 July 2024 – present          |
| كما شارك في مجلس الوزراء                                                      |                   |                                                                |                                        |                                |
| السكرتير البرلماني للخزانة رئيس سوط مجلس العموم                               |                   | The Rt Hon Sir Alan Campbell نائب في البرلمان ‏                 | تاينموث                                | 5 July 2024 – present          |
| السكرتير الأول للخزانة ‏                                                       |                   | The Rt Hon دارين جونز (سياسي) نائب في البرلمان ‏                | شمال غرب بريستول                       | 5 July 2024 – present          |
| النائب العام لإنجلترا وويلز ‏ المحامي العام لأيرلندا الشمالية ‏                 |                   | The Rt Hon The Lord Hermer PC مستشار الملك                     | نظير مدى الحياة ‏                       | 5 July 2024 – present          |
| وزير الدولة للتنمية ‏ وزيرة الدولة لشؤون المرأة والمساواة                      |                   | The Rt Hon أنيليس دودز نائب في البرلمان ‏                       | أكسفورد الشرقية                        | 8 July 2024 – 28 February 2025 |
| وزير الدولة للتنمية ‏                                                          |                   | The Rt Hon The Baroness Chapman of Darlington                  | نظير مدى الحياة ‏                       | 28 February 2025 – present     |
| وزير بدون حقيبة Chair of the Labour Party                                     |                   | Ellie Reeves نائب في البرلمان ‏ (unpaid)                        | Lewisham West and East Dulwich         | 2 December 2024 – present      |

## المغادرات من وزارة ستارمر
هذه قائمة المغادرين من وزارة ستارمر منذ تشكيل الحكومة في 6 يوليو 2024.

### الوزراء
| الوزير (أعضاء مجلس الوزراء يظهرون بالخط العريض) | الوزير (أعضاء مجلس الوزراء يظهرون بالخط العريض) | المنصب                                                                  | تاريخ الاستقالة  | السبب                                                                                          |
| ----------------------------------------------- | ----------------------------------------------- | ----------------------------------------------------------------------- | ---------------- | ---------------------------------------------------------------------------------------------- |
|                                                 | لويز هايغ [الإنجليزية]                          | وزير الدولة للنقل ‏                                                      | 29 November 2024 | استقالت بعد أن اعترفت بأنها مذنبة بارتكاب جريمة جنائية تتعلق بتضليل الشرطة في عام 2014         |
|                                                 | تيولب رضوانة صديق ‏                              | Economic Secretary to the Treasury                                      | 14 January 2025  | استقال بسبب التحقيق في الفساد والارتباطات بحكومة شيخة حسينة                                    |
|                                                 | أندرو غوين                                      | Parliamentary Under-Secretary of State for Public Health and Prevention | 8 February 2025  | تم فصله بسبب تعليقات نشرت على مجموعة واتس اب.                                                  |
|                                                 | أنيليس دودز                                     | وزير الدولة للتنمية ‏ & Minister of State for Women and Equalities       | 28 February 2025 | استقالت بسبب قرار كير ستارمر بخفض ميزانية المساعدات الخارجية إلى 0.3٪ من الدخل القومي الإجمالي |

### التعيينات غير الوزارية
| Name | Name     | Office                        | Date of resignation | Reason                                               |
| ---- | -------- | ----------------------------- | ------------------- | ---------------------------------------------------- |
|      | Sue Gray | Downing Street Chief of Staff | 6 October 2024      | Resigned amid intense commentary around her position |